# Bessolo
Bessolo (Besul in piemontese) è una frazione di 200 abitanti del Comune di Scarmagno, in provincia di Torino.

## Geografia fisica
La frazione è situata sui rilievi occidentali dell'Anfiteatro morenico di Ivrea, in Canavese.

## Origini del nome
Secondo gli studiosi il nome Bessolo deriva da san Besso, pseudo-martire della legione tebea e compatrono della diocesi di Ivrea, il cui santuario sui monti della val Soana è ancora oggi molto visitato.

## Società

### Religione
Bessolo, con l'altra frazione di Scarmagno, Masero, ricade in una parrocchia intitolata a San Giovanni Battista ed appartiene alla diocesi di Ivrea.

## Economia
Le principali attività dei residenti sono l'industria e l'agricoltura. Le colline bessolesi sono rinomate per i funghi porcini che vi si trovavano in abbondanza.